# Hermann Stech
Hermann Stech (* 30. März 1907 in Neustrelitz; † 20. Mai 1992 in Hannover) war ein deutscher Versicherungsmanager. Er war als „Generaldirektor“ Vorstandsvorsitzender sowie später Aufsichtsratsvorsitzender der Mecklenburgischen. Als Funktionär war er für verschiedene Interessenverbände tätig und leitete zwischen 1972 und 1973 kurzzeitig den Gesamtverband der Deutschen Versicherungswirtschaft als dessen Präsident.

## Werdegang
Hermann Stech, Sohn des Rechtsanwalts Wilhelm Stech († 1927), verlebte seine Jugend in der südostmecklenburgischen Residenzstadt Neustrelitz, erlebte hier den Zusammenbruch der Monarchie mit, besuchte hier das Gymnasium Carolinum, wo er 1925 das Abitur bestand. Er studierte ebenfalls Rechtswissenschaften und wurde 1931 zur Dr. jur. promoviert. Nach anschließender Assessortätigkeit an Land- und Amtsgerichten wechselte er 1934 zur Mecklenburgischen nach Neubrandenburg. Zunächst als Syndikus anwaltlich für die Gesellschaft tätig, rückte er 1938 in den Vorstand auf. Nach Beginn des Zweiten Weltkriegs wurde seine Tätigkeit mehrere Jahre unterbrochen, da er zum Kriegsdienst eingezogen wurde und anschließend in Kriegsgefangenschaft kam. Nach seiner Rückkehr stieg er wieder in den Vorstand der nun nach Hannover übersiedelten Versicherungsgesellschaft ein und rückte zum Vorstandsvorsitzenden auf. Nach erfolgreichem Wiederaufbau der Geschäftstätigkeit wurde unter seiner Amtszeit 1971 eine Lebensversicherungs- sowie eine Rechtsschutzversicherungstochter gegründet, in beiden Unternehmen übernahm er den Vorsitz in den Aufsichtsräten. Mit Ablauf des Jahres 1977 wechselte er bei der Konzernmutter vom Vorstandsvorsitz an die Spitze des Aufsichtsrats, später wurde er Ehrenvorsitzender des Aufsichtsrats.
Ab 1946 engagierte sich Stech im neu gegründeten Verband der Sachversicherer, dessen Fachausschuss zur Hagelversicherung er knapp drei Jahrzehnte angehörte und dem er die ersten fünf Jahre des Bestehens vorsaß. Bis 1974 gehörte er auch der Internationalen Vereinigung der Hagelversicherer an, bei der er ebenfalls zeitweise Präsident war. Ab 1966 saß er im Präsidium des Gesamtverbands der Deutschen Versicherungswirtschaft (GDV), ab 1969 auch beim Verband der Sachversicherer. Dort war er satzungsgemäß alternierend in den folgenden Jahren abwechselnd stellvertretender Vorsitzender bzw. Vorsitzender. Auch beim GDV wurde er 1970 zum Stellvertreter von Präsident Ernst Meyer gewählt und rückte, als dieser im Frühjahr 1972 überraschend verstarb, zu dessen Nachfolger auf. Im Herbst des Jahres wurde er bei der Mitgliederversammlung im Amt bestätigt, verzichtete jedoch 1973 altersbedingt auf eine erneute Kandidatur und wurde von Otto Vossen beerbt.
1972 wurde Stech der Verdienstorden der Bundesrepublik Deutschland verliehen.